# Rozgłośnia Polska Radia Wolna Europa

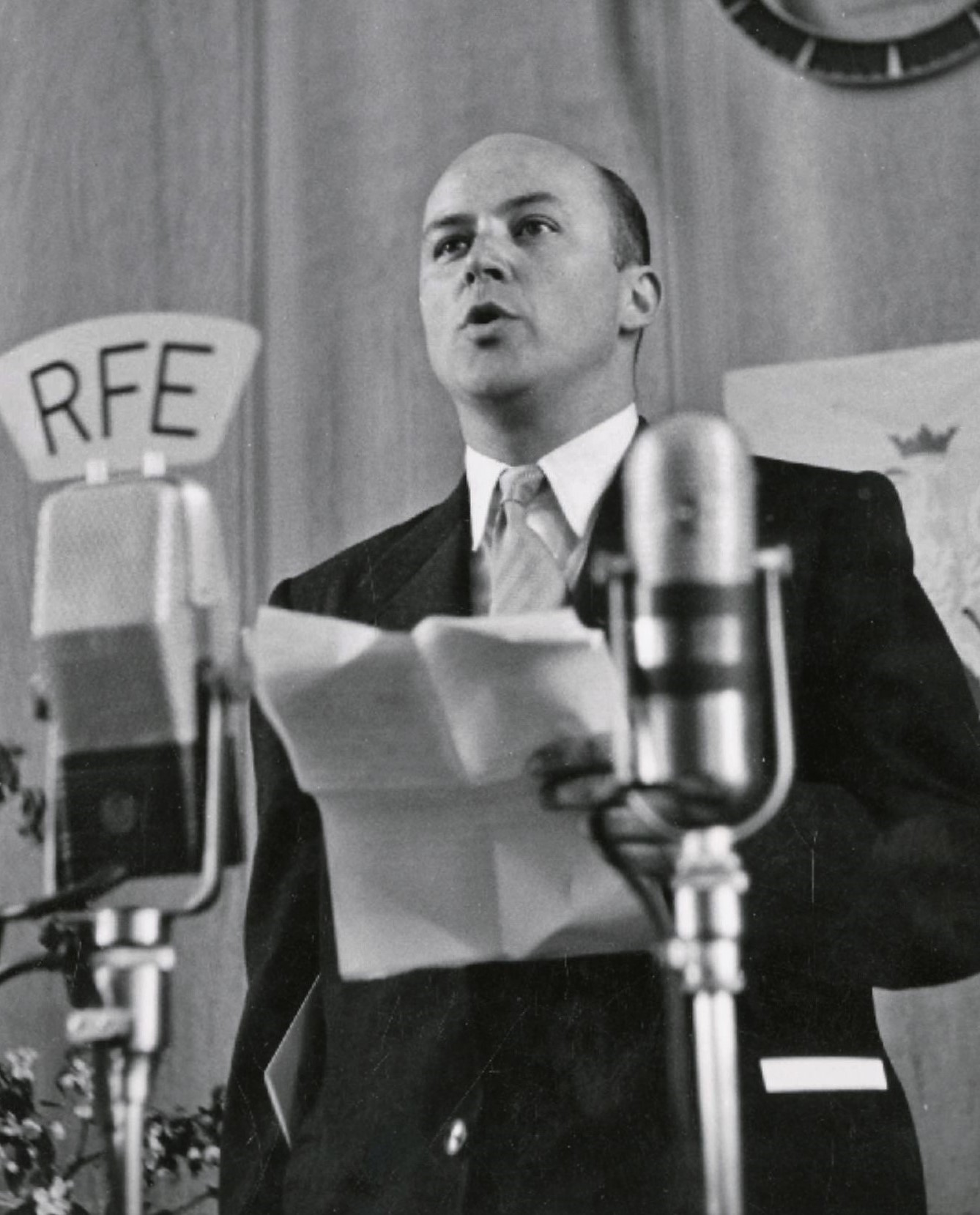
Jan Nowak-Jeziorański (1914–2005), pierwszy dyrektor Rozgłośni Polskiej RWE w Monachium

Rozgłośnia Polska Radia Wolna Europa – istniejąca od 3 maja 1952 roku do 30 czerwca 1994 roku w strukturze Radia Wolna Europa polskojęzyczna sekcja. W okresie Polskiej Rzeczypospolitej Ludowej była najczęściej słuchanym (i systematycznie zagłuszanym) radiem zagranicznym.

## Osoby związane z rozgłośnią

### Dyrekcja
Dyrektorami Rozgłośni Polskiej Radia Wolna Europa w Monachium byli: Jan Nowak-Jeziorański (1952–1976), Zygmunt Michałowski (1976–1982), Zdzisław Najder (1982–1987), Marek Łatyński (1987–1989) i Piotr Mroczyk (1989–1994).

### Pracownicy i współpracownicy

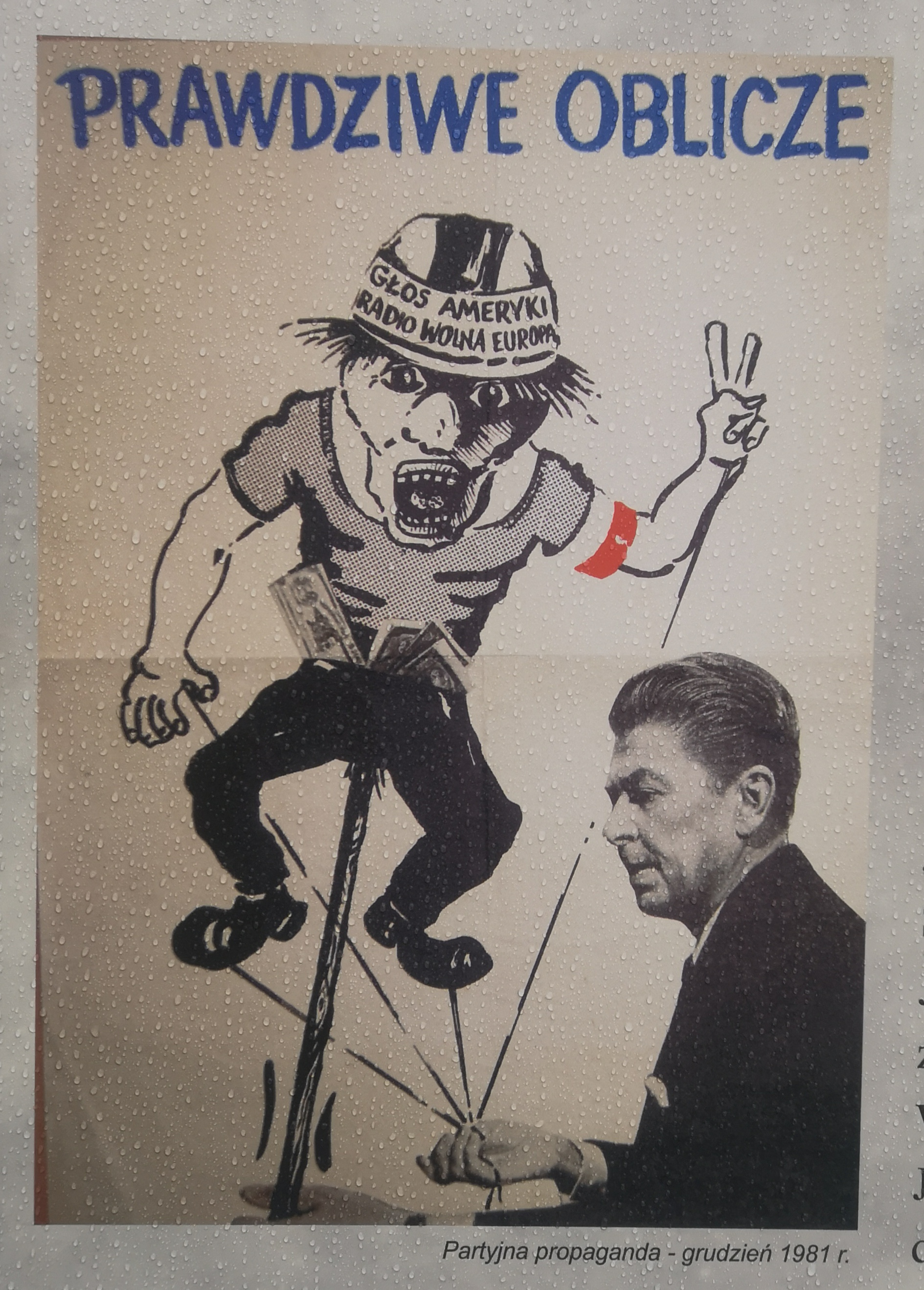
Plakat propagandowy z czasów PRL

Przez kilkadziesiąt lat istnienia Rozgłośni Polskiej Radia Wolna Europa pracowali w niej m.in.: Ludwik Frendl, Maria Badowicz, Zdzisław Bau, Jerzy Bekker, Zbigniew Błażyński, Wacław Bniński, Imre Boba, Henryk Bogdański (korespondent w Hamburgu), Andrzej Borzym, Jerzy Bożekowski, Zdzisław Broncel, Wiktor Budzyński, Ewa Chciuk-Celt, Tadeusz Chciuk-Celt, Michał Chmielowiec, Andrzej Chomiński-Martin, Marian Czarnecki, Wawrzyniec Czereśniewski, Andrzej Czyżowski, Stanisław Deja, Piotr Dmochowski-Lipski (korespondent w Nowym Jorku), Czesław Dobek, Sławomir Dunin-Borkowski, Roman Fengler, Jan Fryling, Stefan Kordian Gacki, Danuta Gamarnikow, Michał Gamarnikow, Rafał Gan-Ganowicz (ps. Jerzy Rawicz), Lechosław Gawlikowski, Piotr Guzy, Maria de Hernandez-Paluch, Paweł Hęciak (korespondent w Berlinie), Marcin Idziński, Jerzy Iranek-Osmecki, Andrzej Iwicki (ps. Jan Bogatko), korespondent w Bonn, Zygmunt Jabłoński, Krystyna Jasiewicz, Urszula Jasińczyk-Zamorska, Zbigniew Jordan, Jacek Kalabiński (szef Biur w Nowym Jorku i Waszyngtonie), Jacek Kaczmarski, Zdzisław Kania, Wojciech Karasiewicz (ps. radiowy red. Adam Barski), Janina Katelbach-Starzyńska, Tadeusz Katelbach, Zenaida Katelbach, Leopold Kielanowski, ks. Tadeusz Kirschke, Ignacy Klibański, Krzysztof Klimiuk, Barbara Klimkiewicz-Kobylińska, Anatol Kobyliński, Małgorzata Kocznorowska-Raczyńska, Zdzisław Kołodziejski, Kazimierz Komła (korespondent w Rzymie), Eileen Korczyńska, Jerzy Korczyński, Tadeusz Kryska-Karski, Andrzej Krzeczunowicz, Dorota Krzywicka-Kaindel, Jerzy Krzywicki, Jan Kuchejda, Marek Lehnert (korespondent w Rzymie), Michał Lisiński (korespondent w Sztokholmie), Santos Liszko, Tadeusz Łada-Bieńkowski, Teresa Łatyńska, Henryk Łubieński (korespondent w Berlinie), Ludwik Maria Łubieński, Witold Łukaszewicz, Jacek Machniewicz, Włada Majewska-Budzyńska, Krzysztof Machowski, Krystyna Marek, Janusz Marchwiński, Jan Markowski, Ewa Mieroszewska, Danuta Mierzanowska, Jan Mierzanowski, Andrzej Mietkowski, Krystyna Miłotworska-Hillary, Władysław Minkiewicz, Mamert Miż-Miszyn, Wacław Modrzeński, Bogdan Moliński (korespondent w Waszyngtonie) Maciej Dzierżykraj-Morawski (korespondent w Paryżu), Barbara Nawratowicz, Tadeusz Nowakowski, Włodzimierz Odojewski, Jan Olechowski, Barbara Palester, Roman Palester, Stanisława Paprocka, Tadeusz Parczewski, Alina Perth-Grabowska, Leszek Perth (Pertkiewicz), Marian Piotrowski, Tadeusz Piszczkowski, Andrzej Pomian, Wacław Pomorski (korespondent w Wiedniu), Władysław Poncet de la Riviére, Witold Pronobis, Stanisław (Stash) Pruszyński, Bronisław Przyłuski, Józef Ptaczek, Mirosława Pyzioł, Zbigniew Racięski, Wacław Radulski, Eugeniusz Romiszewski, Renata Rozpędowska, Henryk Rozpędowski, Józef Ruszar, Jeremi Sadowski, Janusz Sikorski, Juliusz Slaski, Witold Srzednicki, Wojciech Stockinger, Czesław Straszewicz, Franciszek Strzałko, Stanisław Strzetelski, Aleksandra Stypułkowska, Wiktor Sukiennicki, Sławomir Suss, Włodzimierz Sznarbachowski, Zdzisław Szyłejko, Andrzej Świdlicki, Aleksander Świeykowski, Krystyna Święcicka, Marek Święcicki, Marek Tabin, Jerzy Targalski, Konrad Tatarowski, Wojciech Trojanowski, Wiktor Trościanko, Jan Tyszkiewicz, Michał Tyszkiewicz, Adam Uziembło, Maria Wachowiak, Karol Wagner-Pieńkowski, Marek Walicki, Władysław Wantuła (szef Biura w Nowym Jorku), Wojciech Wasiutyński, Janusz Wedow, Wiesław Wawrzyniak, Bolesław Wierzbiański, Andrzej Więckowski, Bronisław Wildstein, Józef Winawer, Krystyna Wojtasik (korespondent w Nowym Jorku), Irma Wysocka, Tadeusz Zachurski (korespondent w Waszyngtonie), Stanisław Zadrożny, Paweł Zaremba, Piotr Załuski, Stanisław Załuski, Kazimierz Zamorski, Grzegorz Ziętkiewicz (korespondent w Berlinie), Alfred Znamierowski, Tadeusz Zawadzki-Żenczykowski, Paweł Zdziechowski, Bogdan Żurek.

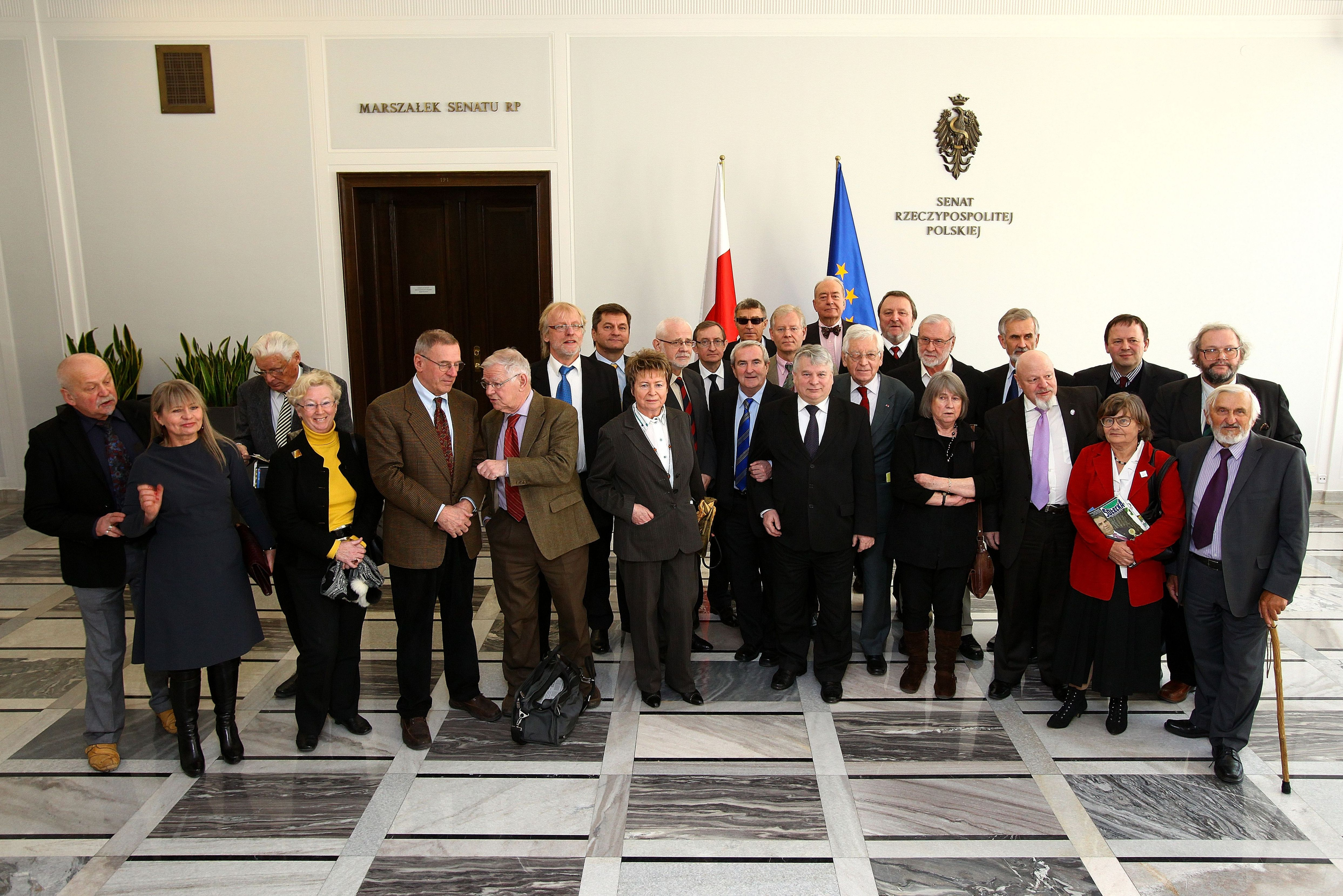
Byli pracownicy i współpracownicy Rozgłośni Polskiej Radia Wolna Europa w Senacie RP (2012)

Z Rozgłośnią Polską Radia Wolna Europa współpracowali również znani pisarze, publicyści i działacze emigracyjni, m.in. Stanisław Barańczak, Adam Ciołkosz, Natalja Gorbaniewska, Marian Hemar, Gustaw Herling-Grudziński, Jakub Karpiński, Waldemar Kuczyński, Halina Flis-Kuczyńska, Marian Kukiel, Irena Lasota, Jan Lechoń, Zygmunt Nowakowski, Bohdan Osadczuk, Leopold Tyrmand, Leopold Unger, Tomas Venclova, Kazimierz Wierzyński, Szymon Wiesenthal, Józef Wittlin.
Z Rozgłośnią Polską Radia Wolna Europa kontaktowało się w okresie Polskiej Rzeczypospolitej Ludowej wiele osób mieszkających w Polsce, przekazując materiały zza „żelaznej kurtyny”, mimo częstych szykan ze strony władz komunistycznych (np. Danuta Bańkowska, Władysław Bartoszewski, Ewa Dreżepolska, Stanisław Salmonowicz, Józef Szaniawski).

## Historia
Rozgłośnia Polska Radia Wolna Europa nadawała audycje informacyjne oraz bloki programowe o tematyce politycznej (Fakty, wydarzenia, opinie, Panorama dnia i Panorama tygodnia, przeglądy prasy: polskiej - „drugoobiegowej” i emigracyjnej), ekonomicznej, rolniczej (Droga przez wieś), kulturalnej (Na czerwonym indeksie - m.in. książki w wyborze Włodzimierza Odojewskiego, czytane przez Andrzeja Chomińskiego, Z dziejów PRL Tadeusza Żenczykowskiego, Współczesna historia Polski, U naszych sąsiadów, audycja muzyczna Kwadrans Jacka Kaczmarskiego) i religijnej (kapelan radia ks. Tadeusz Kirschke), regularnie ujawniając nieprawości reżimu komunistycznego i odgrywając istotną rolę w demokratycznych przemianach w kraju. W 1971 r. funkcjonariusze Służby Bezpieczeństwa Polskiej Rzeczypospolitej Ludowej przeprowadzili kombinację operacyjną, ujawniając materiały zebrane przez swojego agenta wywiadu kpt. Andrzeja Czechowicza, który w 1965 roku przeniknął do pracy w Rozgłośni Polskiej.
Od 1990 do 1994 roku Rozgłośnia prowadziła oficjalną działalność w Warszawie. 30 czerwca 1994 roku w Poznaniu odbyło się uroczyste zakończenie jej działalności z udziałem pracowników i władz Radia Wolna Europa, władz Polski i ambasadora Stanów Zjednoczonych.
Podczas uroczystości podjęto m.in. ideę stworzenia „Stowarzyszenia Pracowników Rozgłośni Polskiej Radia Wolna Europa”, które w 1995 roku zainaugurowało oficjalnie swą działalność w Warszawie. Obecnie istnieje ono pod nazwą „Stowarzyszenie Pracowników, Współpracowników i Przyjaciół Rozgłośni Polskiej Radia Wolna Europa Imienia Jana Nowaka-Jeziorańskiego”. 3 maja 1997 roku, w 45-lecie nadania z Monachium pierwszej audycji Radia Wolan Europa w języku polskim - otwarto w Warszawie Klub Radia Wolan Europa (w połączeniu z kawiarnią), pełniący przez wiele lat rolę miejsca spotkań i organizowania debat publicznych, gromadzący bogate archiwum tekstowe i fotograficzne, dokumentujące historię Rozgłośni Polskiej Radia Wolan Europa i jej pracowników. Pierwszym prezesem honorowym Stowarzyszenia był Jan Nowak-Jeziorański, a następnie: Władysław Bartoszewski i Maciej Morawski.
Po 1994 roku na bazie Rozgłośni Polskiej Radia Wolan Europa została utworzona prywatna instytucja pod kierownictwem ostatniego dyrektora Rozgłośni Polskiej Piotra Mroczyka, pod nazwą „RWE Incorporated”, od której jednak dystansowało się wielu dawnych dziennikarzy Rozgłośni Polskiej Radia Wolan Europa. Rozgłośnia utworzona przez Piotra Mroczyka starała się przez kilka lat o koncesję w Polsce, której jednak nie otrzymała. Ostatnie audycje „RWE Incorporated” na falach krótkich zostały nadane w styczniu 1996 roku.
10 maja 2007 roku w 55. rocznicę nadania pierwszej audycji przez Rozgłośnię Polską Radia Wolna Europa w Monachium Sejm Rzeczypospolitej Polskiej złożył podziękowanie jej twórcom, pracownikom i współpracownikom w Polsce i na Zachodzie. Uchwała została przyjęta przez aklamację.
Uchwałą z 2 lutego 2012 roku Senat Rzeczypospolitej Polskiej zdecydował o ustanowieniu maja 2012 roku Miesiącem Rozgłośni Polskiej Radia Wolna Europa.
Archiwa dźwiękowe Rozgłośni Polskiej Radia Wolna Europa zostały zdeponowane w Naczelnej Dyrekcji Archiwów Państwowych. Wiele z nich eksponowanych jest na stronie internetowej Polskiego Radia, w specjalnym serwisie pod nazwą „Radia Wolności”.